# Chelemys macronyx
Chelemys macronyx је врста глодара из породице хрчкова (лат. Cricetidae).

## Распрострањење
Присутна је у следећим државама: Аргентина и Чиле.

## Станиште
Станиште врсте су шуме. Врста је присутна на планинском венцу Анда у Јужној Америци.

## Угроженост
Ова врста је наведена као последња брига, јер има широко распрострањење и честа је врста.